# Pseudoniphargus macrurus
Pseudoniphargus macrurus is een vlokreeftensoort uit de familie van de Allocrangonyctidae. De wetenschappelijke naam van de soort is voor het eerst geldig gepubliceerd in 1993 door Stock & Abreu.